# Laryngomalacja
Laryngomalacja (wrodzona wiotkość krtani) – częsta przypadłość okresu niemowlęcego, spowodowana niedojrzałością elementów chrzęstnych tworzących krtań. Jest najczęstszą (75% przypadków) przyczyną świstu krtaniowego (stridor) u małych dzieci. Często współwystępuje z refluksem żołądkowo-przełykowym (ang. gastroesophageal reflux disease, GERD). Zwykle nie wymaga interwencji chirurgicznej, ustępując samoczynnie do drugiego roku życia u 9 na 10 pacjentów.

## Patogeneza
Przyczyna powstania wady pozostaje niejasna. Przypuszcza się, że jest to konsekwencja niedojrzałości niektórych połączeń nerwowych. Refluks żołądkowo-przełykowy, który jest bardzo często stwierdzany u dzieci z laryngomalacją, dodatkowo uwiarygodnia tę hipotezę. Chociaż nie wykryto powiązania z wariantem żadnego znanego genu, udokumentowano przypadki rodzinnego występowania schorzenia.
Świszczący dźwięk przy nabieraniu powietrza powstaje wskutek przechodzenia powietrza przez częściowo zapadnięte struktury tworzące przedsionek krtani. Nagłośnia, osłaniająca od przodu wejście, pozostaje nadmiernie zagięta (kształt litery Ω); fałdy nalewkowo-nagłośniowe są przysadziste i skrócone w osi strzałkowej; fałd międzynalewkowy osiąga znaczną głębokość. Wszystkie te cechy zmniejszają światło jamy krtani i mogą (w cięższych przypadkach) prowadzić do duszności, sinicy i zahamowania wzrostu.   

## Rozpoznanie
Stridor nasila się przy głębokim wdechu, podczas wysiłku (płaczu, pobudzenia, przyjmowania pokarmu) oraz przy ułożeniu na plecach. Zwykle zwężenie nie jest na tyle znaczne, aby powodować trudności w oddychaniu. Ostra infekcja wirusowa lub intensywny wysiłek fizyczny mogą jednak prowadzić do ataku duszności. Często współwystępują objawy dysfagii (trudności w karmieniu, niepokój, zgaga).
Diagnoza jest stawiana w oparciu o wynik laryngoskopii bezpośredniej. Oprócz uzyskania wiarygodnego potwierdzenia, badanie wyklucza inne przyczyny opisywanych dolegliwości. Szczególną uwagę należy zwrócić na ślady zarzucania treści żołądkowej do krtani (ang. laryngopharyngeal reflux, LPR): obrzęk krtani, zaczerwienienie, obecność resztek pokarmu. W 15–60% przypadków opisywane są współistniejące anomalie dróg oddechowych, które mogą wymagać osobnego traktowania; z tego powodu wykonuje się czasem dodatkowo zdjęcia RTG i/lub fluoroskopię.  

## Leczenie
Laryngomalacja jest wadą zwykle ustępującą spontanicznie. Objawy nasilają się do 9. mż., w okresie wzmożonej aktywności ruchowej niemowlęcia, po czym zanikają po 2. roku życia. W wypadku niezadowalającego stanu ogólnego lub obecnych powikłań wykonuje się supraglottoplastykę (inna nazwa: aryepiglottoplastyka), czyli podcięcie więzadeł nalewkowo-nagłośniowych z usunięciem nadmiaru tkanki śluzowej. Zabieg przeprowadza się w znieczuleniu ogólnym, przy użyciu narzędzi mechanicznych lub lasera, pod kontrolą endoskopu. Jeszcze niedawno drożność dróg oddechowych w ciężkich przypadkach bywała przywracana poprzez tracheostomię, jednak wraz z rozwojem technik endoskopowych rozwiązanie to stało się nieprzydatne. 

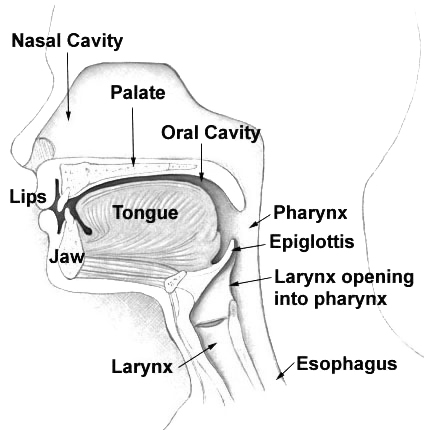
Głowa z szyją – przekrój w płaszczyźnie strzałkowej
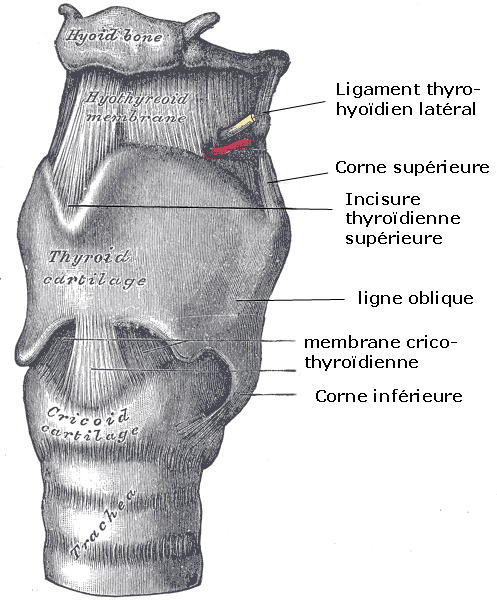
Chrząstki krtani – widok z przodu
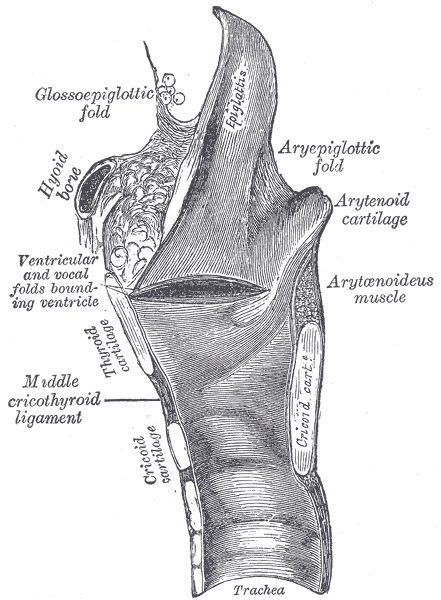
Krtań – przekrój w płaszczyźnie strzałkowej